# Premio Gershwin

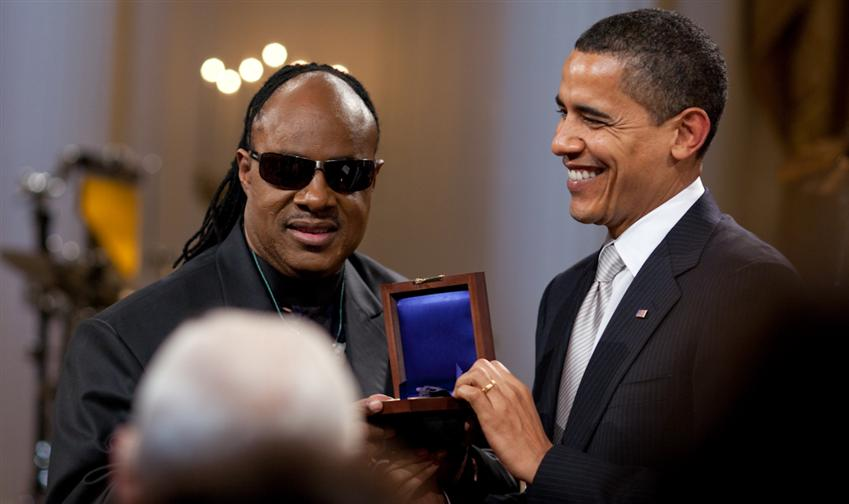
Stevie Wonder riceve il premio dalle mani di Barack Obama

Il Premio Gershwin per la musica popolare della Biblioteca del Congresso (inglese: Library of Congress Gershwin Prize for Popular Song), più semplicemente noto come Premio Gershwin (Gershwin Prize) è un premio assegnato annualmente, dal 2007, dalla Biblioteca del Congresso ad autori o esecutori che si siano distinti per il particolare contributo dato alla popular music nel corso della loro carriera. Il premio è dedicato ai fratelli George e Ira Gershwin.

## Storia
Il premio è stato istituito nel 2007 per iniziativa del Librarian of Congress James Hadley Billington per dare atto del "profondo e positivo effetto della popular music nella musica mondiale". Al vincitore è richiesto di "esemplificare lo standard di eccellenza rappresentato dai Gershwin". Nel selezionare il vincitore, il Librarian of Congress si avvale dell'aiuto della divisione musicale della Biblioteca.
La prima edizione è stata assegnata a Paul Simon. L'annuncio è stato dato il 1º marzo 2007, la consegna è poi avvenuta durante una concerto di gala al Warner Theatre di Washington, D.C. il 23 maggio successivo, cui presero parte Shawn Colvin, Philip Glass, Alison Krauss, Ladysmith Black Mambazo, Lyle Lovett, James Taylor, e Stevie Wonder oltre ad Art Garfunkel.
L'edizione 2008 è stata assegnata a Stevie Wonder, la cui vittoria è stata annunciata il 3 settembre 2008, ed a cui il premio è stato consegnato da Barack Obama il 25 febbraio 2009 alla Casa Bianca.
Il 18 novembre 2009 la Biblioteca ha annunciato che il terzo vincitore sarebbe stato Paul McCartney, a cui il premio è stato consegnato il 1º giugno 2010 alla Casa Bianca.
I quarti vincitori, annunciati il 28 settembre 2011 e premiati per il 2012 sono stati Burt Bacharach e Hal David.
La quinta vincitrice, per il 2013, è stata annunciata il 13 dicembre 2012: si tratta di Carole King.
Il sesto vincitore fu annunciato il 22 luglio 2014: si trattava di Billy Joel.
Il settimo vincitore fu annunciato nel 2015: si trattava di Willie Nelson.

## Vincitori
- 2007 - Paul Simon
- 2009 - Stevie Wonder
- 2010 - Paul McCartney
- 2012 - Burt Bacharach e Hal David
- 2013 - Carole King
- 2014 - Billy Joel
- 2015 - Willie Nelson
- 2016 - Smokey Robinson
- 2017 - Tony Bennett
- 2019 - Emilio e Gloria Estefan
- 2020 - Garth Brooks
- 2022 - Lionel Richie
- 2023 - Joni Mitchell
- 2024 - Elton John e Bernie Taupin